# Generation Swine
Generation Swine es el séptimo álbum de estudio de la banda estadounidense de Glam metal Mötley Crüe lanzado el 24 de junio de 1997. El álbum fue el primero que grabaron desde el regreso del vocalista Vince Neil, quien había dejado a la banda en 1992.

## Álbum

### Historia
Después del fracaso comercial del álbum Motley Crue y su tour, la banda fue presionada por Elektra records para que Mötley Crüe recuperara el éxito comercial que había tenido en los 80s.
Los miembros de la banda, que en ese entonces eran John Corabi, Nikki Sixx, Tommy Lee y Mick Mars, estaban tan frustrados con el fracaso de su último tour y álbum que despidieron a varias personas en el equipo de la banda, incluyendo a su mánager Doug Thaler y al productor Bob Rock. La banda contrató a Allen Kovac como el nuevo mánager y comenzaron a buscar a un nuevo productor para el próximo álbum, el cual originalmente iba a ser titulado Personality #9.
Después de los despidos en masa, la banda fue llamada a una junta con el CEO de Warner Bros., Doug Morris, para discutir el estado actual de la banda. En la junta, Morris trató de convencer a Sixx y a Lee de despedir a Corabi, debido a que él no era una "estrella", y que se reunieran con el vocalista original Vince Neil. Sixx y Lee no estaban interesados en la idea de volver a trabajar con Neil e insistieron en mantener a Corabi en el grupo. Con apoyo adicional de la CEO de Elektra, Sylvia Rhone, Morris aceptó y la banda continuó con su trabajo.

### Grabación
Mötley Crüe volvió al estudio con la intención de grabar un álbum de puro Hard rock que fuera más agresivo que el álbum Mötley Crüe, y con Rock produciendo, grabaron material como "The Year I Lived In a Day" y "La Dolce Vita".
Después de que Bob Rock fuera despedido porque "era muy caro y forzaba la música" la banda escogió a Scott Humphrey para tomar su lugar, mientras que Sixx y Lee aceptaron ser coproductores del álbum. El proceso de grabación se volvió muy desorganizado, ya que Humphrey y Sixx discutían mucho las ideas para el álbum y el papel de Mars fue reducido debido a un pleito entre él y Humphrey. Corabi también tuvo dificultades, al escribir material nuevo que era alterado por completo cuando él no estaba en el estudio.
A medida que continuaba la grabación del álbum, la banda seguía siendo presionada para reunirse con Neil y Corabi decidió que no podía trabajar con la presión que la banda y Humphrey ponían sobre él. Con Corabi fuera de la banda, la puerta estaba abierta para el regreso de Neil.
Mientras tanto, Neil había estado ocupado con su carrera como solista y la reciente muerte de su hija, Skylar, cuando Kovac lo contactó con la idea de reunirse con Mötley Crüe. Neil, al igual que Sixx y Lee, estaba en contra de la idea de regresar con la banda, pero Kovac había plantado la posibilidad de una reunión en la cabeza de Neil, quien finalmente cambio de opinión. Después de reunirse con Sixx y Lee, Neil aceptó reunirse con la banda y terminar la grabación del álbum, al cual se le había cambiado el título a Generation Swine.
Musicalmente, el álbum muestra el intento de Mötley Crüe para actualizar su imagen y sonido al igual que los experimentos de la banda con sonidos actuales como electrónica y rock alternativo. En la primera mitad del disco de nota la influencia de Cheap Trick, ya que Rick Nielsen y Robin Zander hicieron coros en algunas canciones. La mayor parte del álbum fue escrita cuando Corabi seguía en la banda, y por lo tanto Neil (cuya voz es más aguda y limpia que la de Corabi) tuvo dificultad ajustándose al nuevo material y sonido.
Incluso con Neil de nuevo en la banda, el álbum se alejaba del sonido tradicional de Mötley Crüe. Además de la experimentación con varios tipos de música, el álbum incluía canciones cantadas completamente por Sixx y Lee por primera vez. Sixx canta la canción "Rocketship", una canción romántica sobre su relación con la modelo Donna D'Errico, y también canta partes de "Find Myself". Lee canta la canción "Brandon", la cual habla sobre su primer hijo y su entonces esposa, Pamela Anderson y algunas partes de "Beauty".
Los temas en las letras de Generation Swine van desde drogas y prostitución como en "Find Myself" y "Beauty", hasta una posición anti-suicidio como en "Flush", y también amor como en "Rocketship" y "Brandon".

### Reacción
Generation Swine debutó en el #4 de Billboard y recibió la certificación de Oro de la RIAA el 27 de agosto de 1997. A pesar de la buena posición con la que comenzó, el álbum no le dio a la banda el éxito crítico y comercial que habían esperado. Rolling Stone notó "...los fans que gustan del rock ansían consistencia y Generation Swine es más esquizofrénico que Wesley Willis".
"Afraid" fue lanzado como el primer sencillo del álbum. En el video aparece el editor de Hustler, Larry Flynt, quien también puso a la banda en la portada de la revista. "Afraid" llegó al #10 en el mainstream rock de E.U., pero no logró generar mucho interés en el álbum. La banda sintió que Elektra no estaba interesada en darles la promoción adecuada, alegando que la discográfica sólo estaba promocionando a artistas de R&B. Rhone negó estas declaraciones, diciendo que Mötley Crüe era una de las prioridades de Elektra y que la discográfica había gastado mucho dinero para lograr que a banda tocara "Shout at the Devil '97" en los American Music Awards en enero de 1997.

## Demanda
El 7 de julio de 1997, Corabi interpuso una demanda por 4 millones de dólares contra la banda por supuesto incumplimiento de contrato, fraude y difamación. Corabi reclamaba que no se le habían acreditado sus contribuciones mientras era parte de la banda.
Corabi originalmente solo recibió crédito por dos canciones de Generation Swine: "Flush" y "Let Us Prey", pero él dijo ser responsable de por lo menos 80% del material en el álbum.

## Lista de canciones
1. "Find Myself" (Nikki Sixx, Mick Mars, Tommy Lee) – 2:51
2. "Afraid" (Sixx) – 4:07
3. "Flush" (Sixx, Lee, John Corabi) – 5:03
4. "Generation Swine" (Sixx, Lee) – 4:39
5. "Confessions" (Lee, Mars) – 4:21
6. "Beauty" (Sixx, Lee, Scott Humphrey) – 3:47
7. "Glitter" (Sixx, Humphrey, Bryan Adams) – 5:00
8. "Anybody Out There?" (Lee, Sixx) – 1:50
9. "Let Us Prey" (Sixx, Corabi) – 4:22
10. "Rocketship" (Sixx) – 2:05
11. "A Rat Like Me" (Sixx) – 4:13
12. "Shout at the Devil '97" (Sixx) – 3:43
13. "Brandon" (Lee) – 3:25

### Edición remasterizada del 2003
En el 2003, la banda relanzó todos sus álbumes bajo su propio sello, Mötley Records, incluyendo canciones adicionales de la era específica de cada álbum.
1. "Afraid" (Sixx) – (Swine/Jimbo Mix) – 3:58
2. "Wreck Me" (Lee, Vince Neil, Mars, Sixx) – 4:19
3. "Kiss The Sky" (Corabi, Lee, Neil, Mars, Sixx) – 4:47
4. "Rocketship" (Sixx) - (demo) – 1:37
5. "Confessions" (Lee) - (demo con Tommy Lee cantando) – 3:35
6. "Afraid" (Sixx) – [Video]

## Personal
- Vince Neil – voz
- Mick Mars – guitarra
- Nikki Sixx – bajo, voz, guitarra
- Tommy Lee – batería, voz, piano